# Chris Ryder
Pour les articles homonymes, voir Ryder.
Chris Ryder, né le 22 août 1980 à Aylesbury, est un joueur professionnel de squash représentant l'Angleterre. Il atteint en octobre 2008 la 33e place mondiale sur le circuit international, son meilleur classement. Il annonce sa retraite sportive en décembre 2013 et il est désormais entraîneur de squash au club de Solihull.

## Palmarès

### Titres
- Open d'Atlanta : 2010[4]